# Mas de Patriciel I
Mas de Patriciel I es un abrigo que contiene pinturas rupestres de estilo levantino. Está situado en el término municipal de Mequinenza (Aragón), en España. Aparece localizado en uno de los espolones inferiores de la Sierra del Alto de las Carrascas, en un afloramiento rocoso que da lugar a un pequeño abrigo orientado al Sureste. Debido al mal estado del soporte, solo se conserva una sola figura pintada muy incompleta en color marrón claro que representa un soliforme o estiliforme de ocho brazos, similar a los representados en Vall de Mamet I y II. En esta ocasión, los brazos son mucho más estilizados y no terminan en apéndices.  
El abrigo está incluido dentro de la relación de cuevas y abrigos con manifestaciones de arte rupestre considerados Bienes de Interés Cultural en virtud de lo dispuesto en la disposición adicional segunda de la Ley 3/1999, de 10 de marzo, del Patrimonio Cultural Aragonés. Este listado fue publicado en el Boletín Oficial de Aragón del día 27 de marzo de 2002. Forma parte del conjunto del arte rupestre del arco mediterráneo de la península ibérica, que fue declarado Patrimonio de la Humanidad por la Unesco (ref. 874-657). También fue declarado Bien de Interés Cultural con el código RI-51-0009509.